# Moritz Ratzinger
Moritz Ratzinger (* 17. Juni 1849 in Neuburg an der Donau; † 4. Januar 1930 in München) war ein bayerischer Generalleutnant.

## Leben

### Familie
Er war der Sohn des Gymnasialprofessors Ignaz Ratzinger († 1866) und dessen Ehefrau Anna, geborene Weber († 1855). Ratzinger verheiratete sich am 1. August 1893 mit Henriette Weismann (* 19. Januar 1855 in Ingolstadt; † 5. November 1935 in München). Die Ehe blieb kinderlos.

### Militärkarriere
Nachdem er das Humanistische Gymnasium in seiner Heimatstadt absolviert hatte, trat Ratzinger am 20. August 1868 als Dreijährig-Freiwilliger in das 4. Artillerie-Regiment der Bayerischen Armee ein. Im August 1870 zum Unterleutnant befördert, nahm er im gleichen Jahr bei der Batterie „Olivier“ am Krieg gegen Frankreich teil. Er kämpfte u. a. bei Loigny und Poupry, wurde dabei durch einen Schuss in die linke Brustseite leicht verwundet, war bei Orléans und machte die Einschließung und Belagerung von Paris mit. Für seine Leistungen und sein Verhalten erhielt Ratzinger das Eiserne Kreuz II. Klasse sowie das Ritterkreuz II. Klasse des Militärverdienstordens mit Schwertern.
Von 1874 bis 1877 absolvierte Ratzinger die Kriegsakademie, die ihm die Qualifikation für die Höhere Adjutantur und in zweiter Linie für den Generalstab aussprach. Bereits 1875 in das 2. Fußartillerie-Regiment versetzt, wurde er hier 1879 zum Bataillonsadjutant ernannt und im Jahr darauf zum Premierleutnant befördert. Als solcher folgte seine Kommandierung zur Inspektion der Artillerie und des Trains. Zwei Jahre nach seiner Beförderung zum Hauptmann wurde er 1887 zum Kompaniechef ernannt. 1889 kommandierte man Ratzinger in das Kriegsministerium, in welches er 1892 versetzt und 1893 zum Major befördert wurde. Hier war er in der Allgemeinen Armee-Abteilung, Referat für Artillerie und Technik tätig. Am 15. November 1895 übernahm Ratzinger das Kommando über das I. Bataillon des 1. Fußartillerie-Regiments „Bothmer“, wurde 1896 Oberstleutnant sowie 1899 Oberst und fungierte vom 27. September 1899 bis 25. Dezember 1900 als Regimentskommandeur.
Anschließend à la suite der Armee gestellt, wurde Ratzinger am 15. April 1901 zum Kommandanten der Festung Ingolstadt ernannt. In dieser Stellung folgte am 8. Juni 1902 seine Beförderung zum Generalmajor. In Würdigung seiner langjährigen Verdienste verlieh ihm Prinzregent Luitpold 1904 den Militärverdienstorden II. Klasse. Ratzinger war außerdem Träger des Roten Adlerordens IV. Klasse. Am 31. März 1905 wurde er zur Disposition gestellt.

### Rotes Kreuz
Nach seiner Verabschiedung betätigte sich Ratzinger im Roten Kreuz. Er war vom 12. Dezember 1907 bis 1. August 1908 Korps-Bezirksdelegierter im I. Armee-Korps beim Roten Kreuz. Anschließend wirkte er ab 2. September 1908 als Vorsitzender der Rote-Kreuz-Abteilung im Zentralkomitee des bayerischen Landeshilfsvereins vom Roten Kreuz und zugleich als 2. Stellvertretender Vorsitzender dieses Zentralkomitees. Damit war er auch Mitglied des Bayerischen Landeskomitees für freiwillige Krankenpflege im Ersten Weltkrieg.
Für die Dauer des Krieges wurde Ratzinger als Generalmajor z.D. reaktiviert und weiterhin beim Roten Kreuz eingesetzt. Für seine Verdienste um das Sanitätswesen erhielt er am 25. Juli 1917 den Charakter als Generalleutnant. Außerdem hatte man ihm am 24. Dezember 1915 die Rote Kreuz-Medaille II. Klasse, am 7. Januar 1916 das König Ludwig-Kreuz sowie am 30. Oktober 1916 das Offiziersehrenzeichen des Österreichischen Roten Kreuzes mit Kriegsdekoration verliehen. Nach Kriegsende schied Ratzinger am 20. Dezember 1918 unter Verleihung der Ehrenmitgliedschaft des Zentralkomitees aus dem Roten Kreuz. Kurz darauf folgte noch die Ernennung zum Ehrenmitglied des bayerischen Landeskomitees freiwilliger Krankenpflege in Bayern.
Seit 1931 ist in München der Ratzingerplatz nach ihm benannt.